# Maurice J. Murphy
Maurice James Murphy Jr., född 3 oktober 1927 i Dover, New Hampshire, död 27 oktober 2002 i Stratham, New Hampshire, var en amerikansk republikansk politiker. Han representerade delstaten New Hampshire i USA:s senat 1961–1962.
Murphy utexaminerades 1950 från College of the Holy Cross. Han avlade 1953 juristexamen vid Boston College. Han inledde sedan 1955 sin karriär som advokat i Portsmouth, New Hampshire. Han var medarbetare åt guvernören i New Hampshire Wesley Powell 1959–1961. Han tjänstgjorde 1961 som delstatens attorney general.
Senator Styles Bridges avled 1961 i ämbetet och efterträddes av Murphy. Han efterträddes följande år av Thomas J. McIntyre.
Murphy avled 2002 och gravsattes på Prospect Hill Cemetery i Greenland i New Hampshire.